# Buturlik

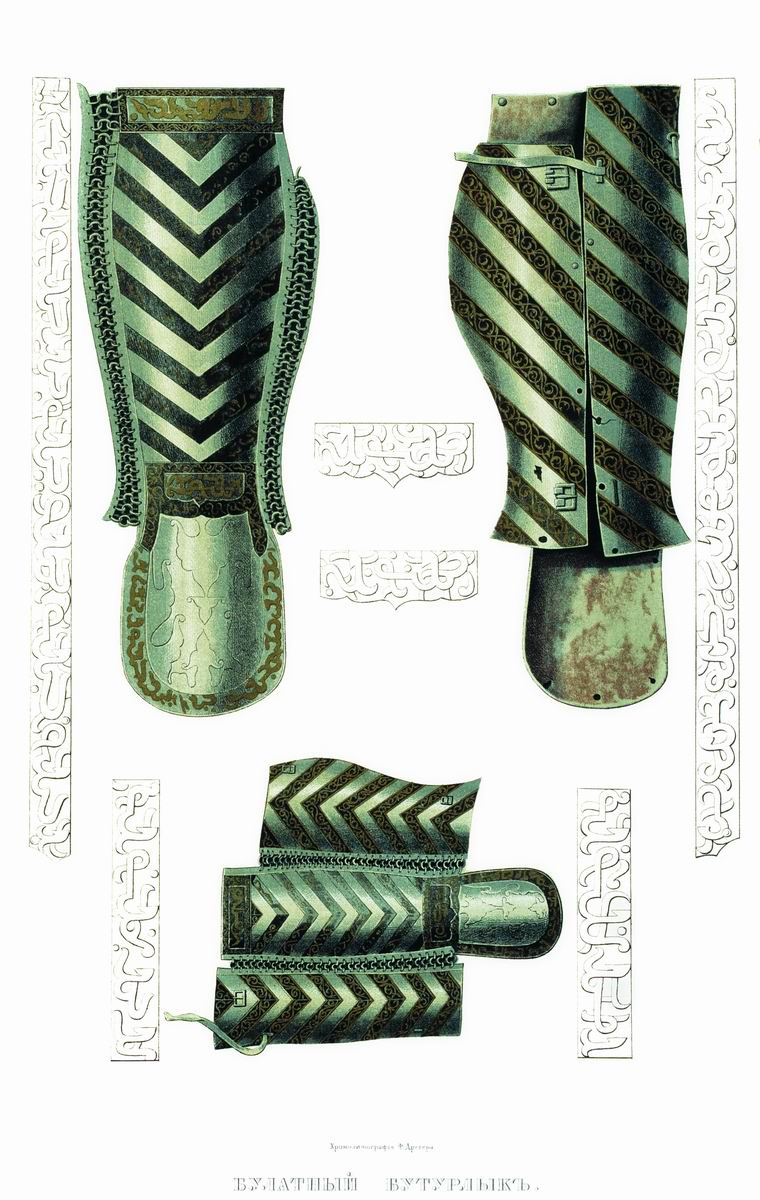
Buturlik

Buturlik – (mong. buturłyk) metalowa osłona zewnętrznej strony łydki, szczególnie popularna w Turcji (analogiczna do karwaszy), na Rusi oraz Tatarów i mameluków egipskich. Turecki buturlik składa się z długiej płyty wymodelowanej w kształt odpowiadający łydce, którą wieńczono łyżkowatym zakończeniem dolnym (dla osłony kostki narażonej w warunkach bojowych, szczególnie podczas jazdy konnej). Do płyty mocowano dwie mniejsze płytki rzemykami i sprzączkami do umocowania całości na nodze. Buturlik były też czasami elementem składowym pancerza płytkowo-kolczego. Buturlik mameluków egipskich zdobiono srebrnymi napisami złożonymi z dużych liter arabskich; buturliki rosyjskie składały się z podwójnych płyt zdobionych dekoracjami w stylu karwaszy i kirysów zbroi.